# Estação Ferroviária da Azambuja
A Estação Ferroviária da Azambuja é uma interface da Linha do Norte, que serve a localidade de Azambuja, no distrito de Lisboa, em Portugal.

## Descrição

### Localização e acessos

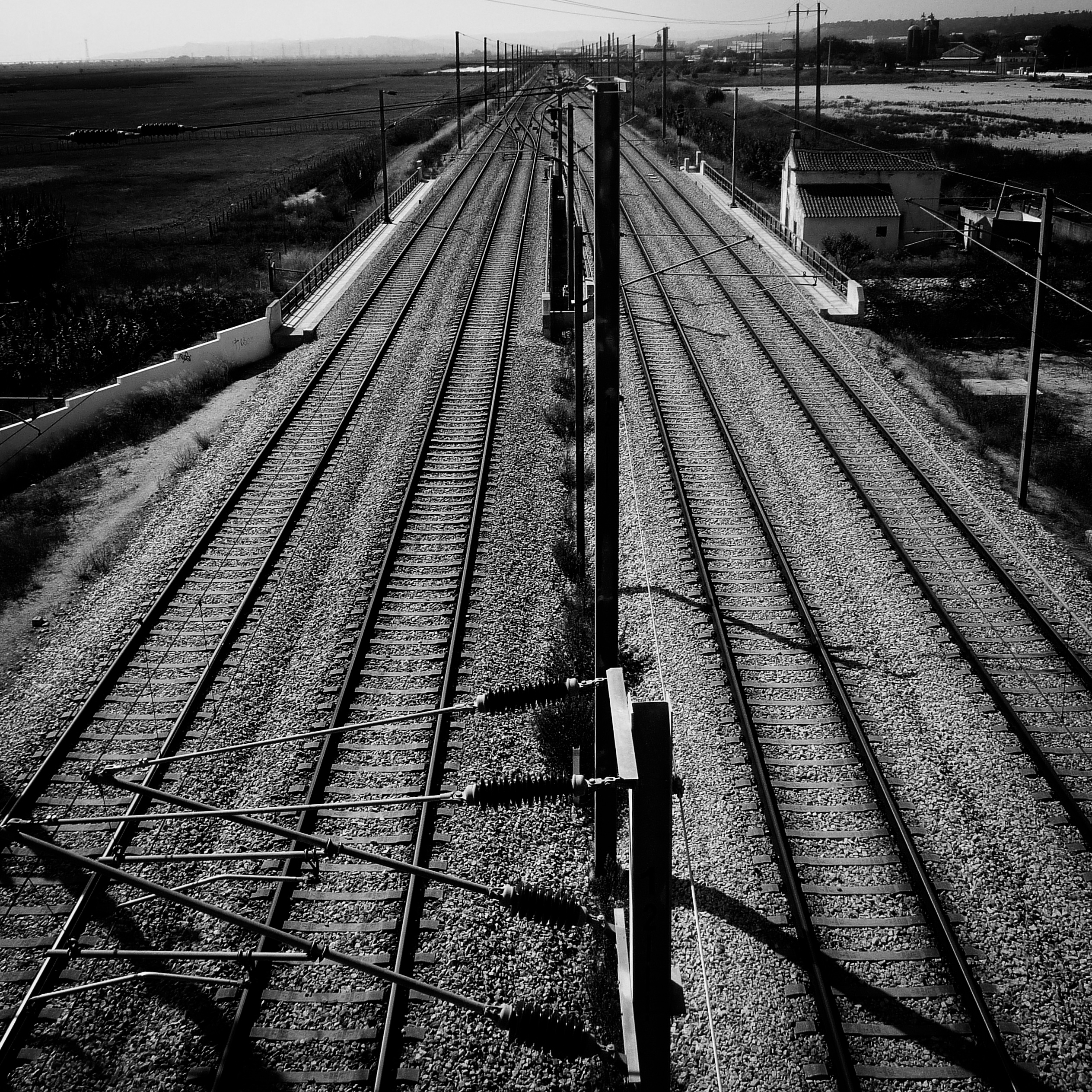
Ponte sobre a Vala da Margana, a SW da estação da Azambuja

Situa-se na localidade de Azambuja, junto ao Largo da Estação.

### Infraestrutura
Em Janeiro de 2011, possuía quatro vias de circulação, duas com 515 m de comprimento, e as restantes, com 390 e 480 m; as respectivas plataformas tinham 240, 221 e 223 m de extensão, e 90 cm de altura.

## História

### Século XIX
Já no primeiro plano para a construção do lanço da Linha do Norte entre Lisboa e Santarém, em 1852, se preconizava a construção de uma gare ferroviária em Azambuja. Embora este percurso tenha sido alvo de posteriores alterações, continuou a ser prevista a construção da estação de Azambuja, a seguir a Vila Nova da Rainha.
Esta interface faz parte do lanço da Linha do Norte entre Carregado e Virtudes, que foi aberto à exploração em 31 de Julho de 1857, pelo estado português, e que foi posteriormente passado para a Companhia Real dos Caminhos de Ferro Portugueses. Nesse ano, a estação de Azambuja contava com serviços de bagagens e passageiros, nas três classes. Em 16 de Março de 1891, foi duplicado o troço entre o Carregado e Azambuja, e em 19 de Maio de mesmo ano, a segunda via foi prolongada até Santana-Cartaxo.
Em 2 de Março de 1895, ocorreu uma grande cheia no vale do Rio Tejo, tendo as águas inundado as vias na estação da Azambuja.

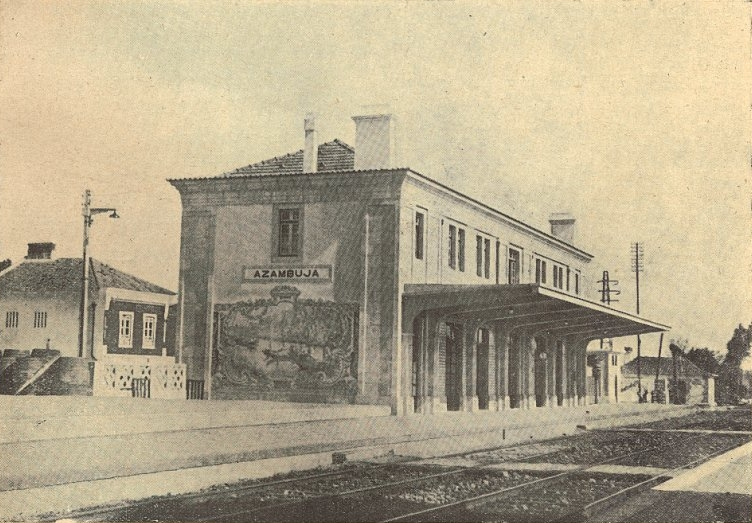
Novo edifício da estação de Azambuja, nos primeiros anos

### Século XX
Em finais de 1901, já se tinha reedificado o edifício da estação de Azambuja.
Em 1913, a estação da Azambuja era servida por uma carreira de diligências, que ia até Alcoentre, Aveiras de Baixo,  Aveiras de Cima e Cercal.
Em 1934, o arquitecto Cottinelli Telmo planeou um novo edifício para esta estação, que foi construído e inaugurado em 1935. O novo edifício procurou aliar o estilo modernista com elementos tradicionais portugueses, tendo sido desde logo equipado com uma marquise para os passageiros. Foi decorado com azulejos da Fábrica de Sacavém.
Entre 5 e 6 de Março de 1955, foi encerrado o tráfego entre o Rossio e Campolide para obras de electrificação, tendo sido alterado o percurso dos comboios urbanos até à Azambuja, que passaram a começar em Sete Rios.
Em 1995, principiaram as obras de quadruplicação da Linha do Norte entre Lisboa e Azambuja.

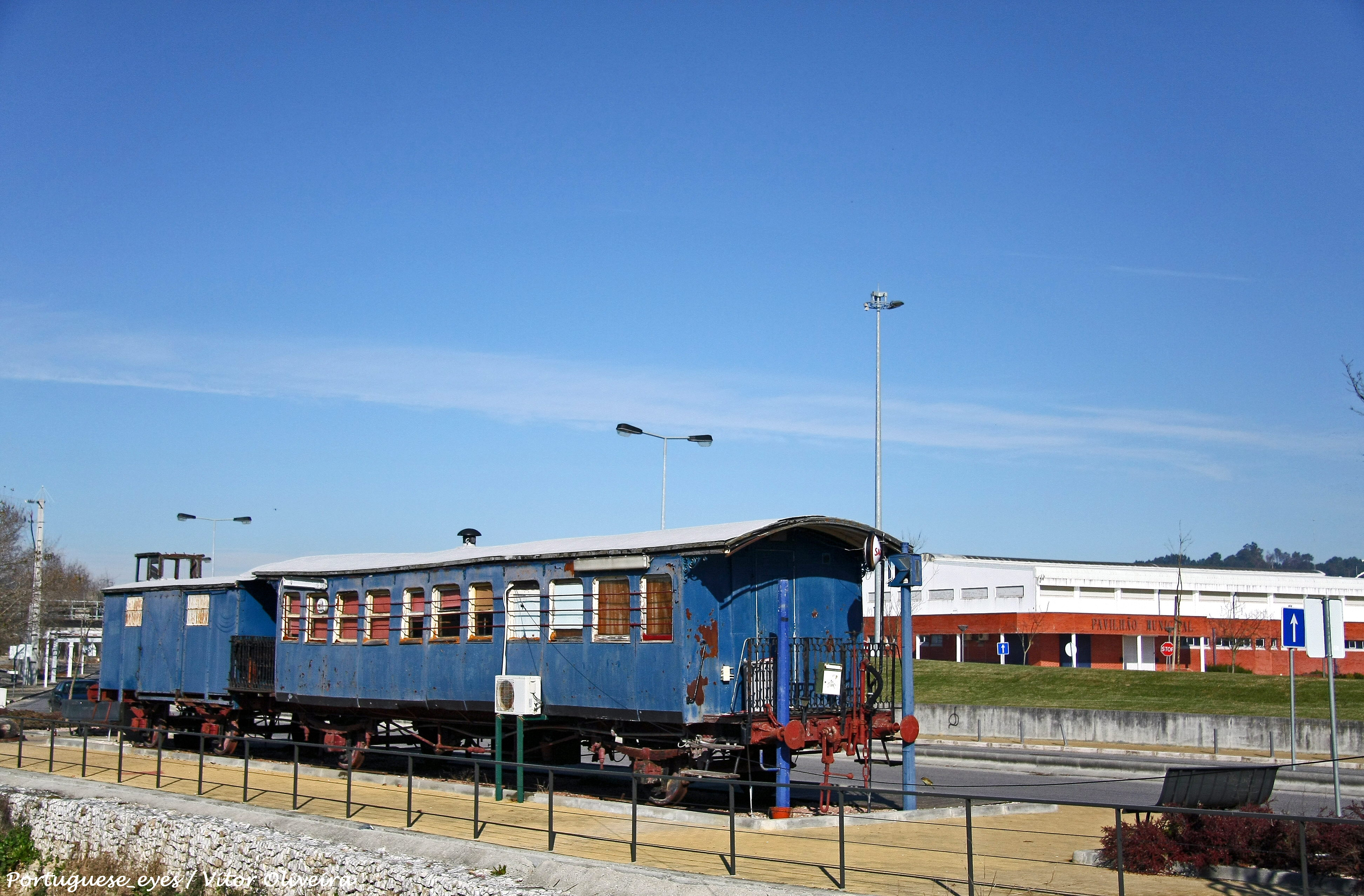
Carruagens da primeira metade do séc.XX, em reutilização não-ferroviária no chão da Feira de Maio, Azambuja